# Cortijada
Cortijada es una expresión de origen andaluz para designar un pequeño núcleo de viviendas rurales rodeado de campos de cultivo. Es propio de zonas de minifundio, y su origen se sitúa en los siglos XVIII y XIX, como consecuencia de la búsqueda de seguridad y cooperación por parte de los campesinos.

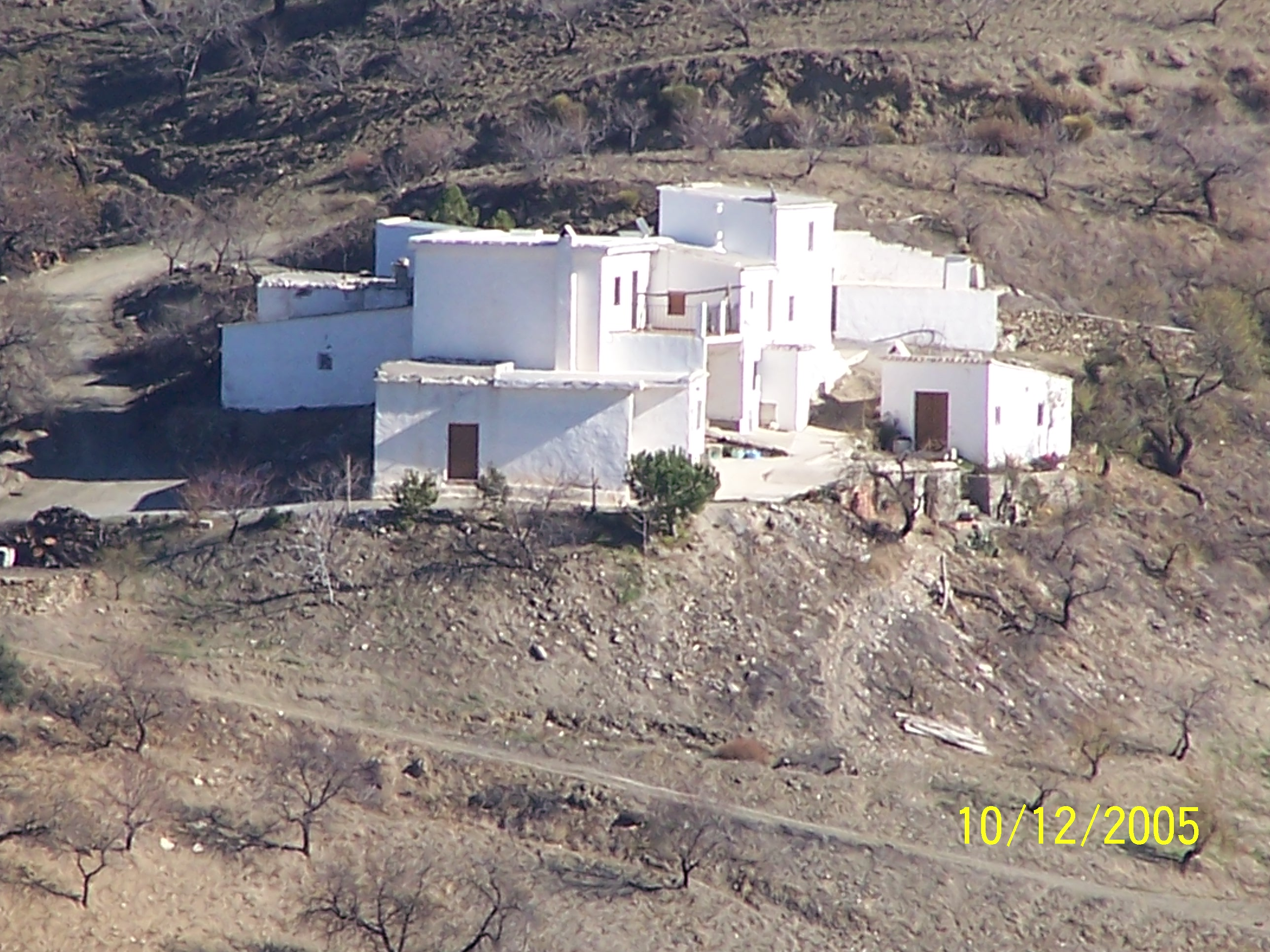
Cortijada de La Joya (Torvizcón)

## Cortijada y cortijo
La denominación proviene de la palabra cortijo, con cuyo significado se emplea en ocasiones, de forma impropia. Ambos conceptos, cortijada y cortijo, comparten elementos comunes, al tratarse de asentamientos rurales, con características constructivas similares y ámbitos comparables, y en cierta forma la cortijada aparece como una suma de cortijos, en un sentido amplio. Sin embargo, las diferencias son importantes:
- El cortijo es una propiedad única, con independencia del número de edificios que lo conformen y personas que lo habiten, mientras la cortijada es un conjunto de edificaciones con titularidad diferente, pertenecientes a diferentes propietarios.
- El cortijo está vinculado a una única explotación agrícola, usualmente de gran tamaño. La cortijada está, por el contrario, vinculada a un conjunto de pequeñas explotaciones de diferente titularidad, situadas en las cercanías.
- El cortijo suele tener una tipología y ordenación concreta, conforme a su propia función productiva. La cortijada, por el contrario, se forma por simple adición de construcciones, sin una estructura predeterminada.

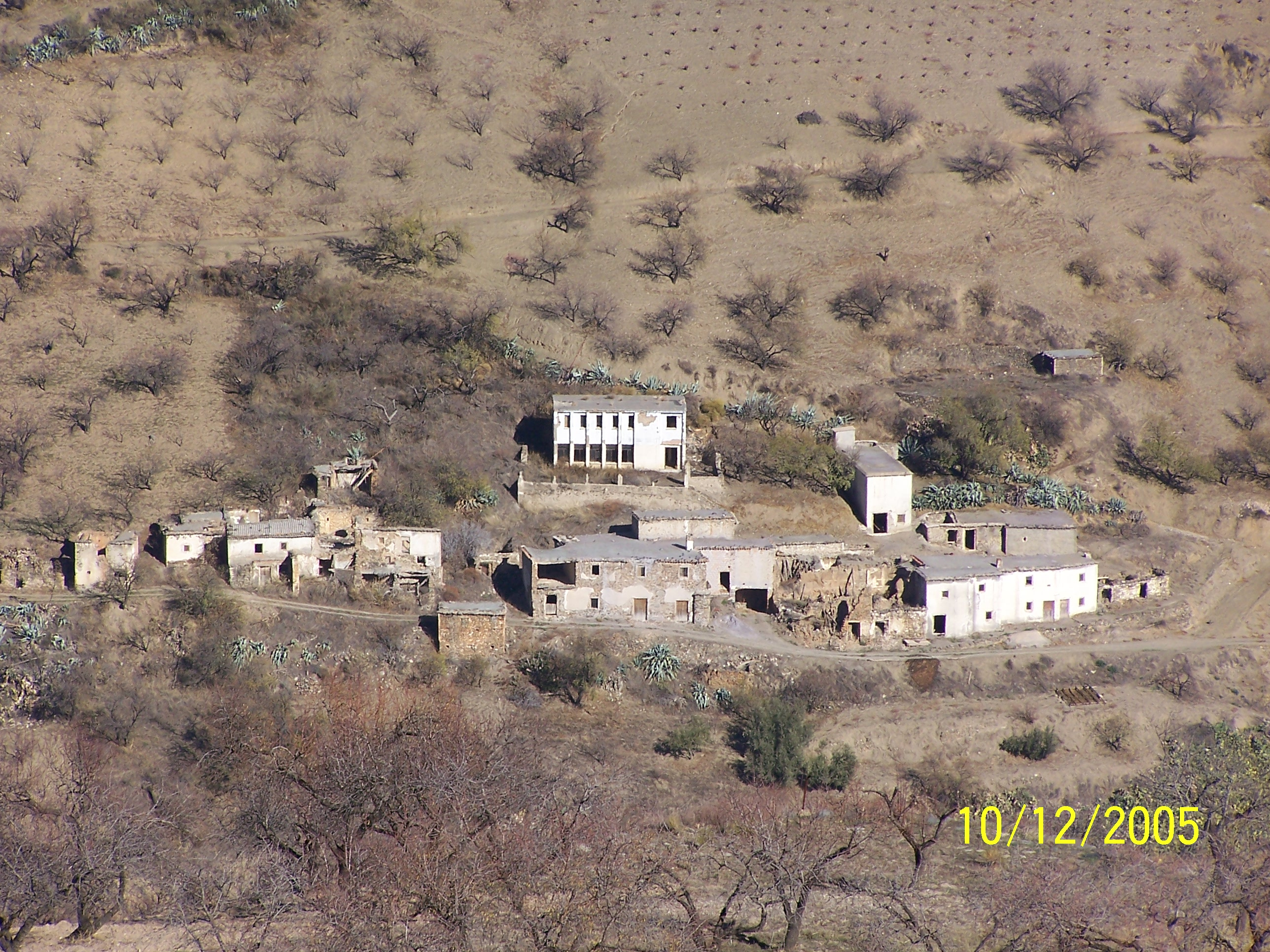
Cortijada abandonada en la Sierra de la Contraviesa, Sitio Histórico de la Alpujarra, donde puede distinguirse la escuela

## Cortijada y aldea
La cortijada comparte igualmente elementos comunes con la aldea. Ambos son pequeños núcleos habitacionales, vinculados a zonas de explotación agrícola o ganadera. De hecho, muchas cortijadas incluían históricamente servicios como la escuela o la tienda. Sin embargo, frente a la estructura organizada de la aldea, como núcleo urbano embrionario, la cortijada mantiene un carácter eminentemente agrario, de hábitat disperso, mucho más cercano a la casa de labor o al cortijo.